# Haász István
Haász István (Gönc, 1946. február 3.–) festőművész, művésztanár, a kortárs magyar absztrakt, geometrikus művészeti irányzat meghatározó alakja.

## Életpályája
1946-ban született Göncön, ahol Fajó János és Csiky Tibor éveken át művészeti iskolát vezetett. 1964 és 1968 között Egerben a Tanárképző Főiskola hallgatója volt. Művészeti tanulmányait a budapesti Képzőművészeti Főiskolán 1975-ben kezdte meg, és 1979-ben fejezte be. Közben a kőbányai I. László Gimnáziumban rajzot és műelemzést tanított. Éveken át tanított a Fazekas Mihály Fővárosi Gyakorló Általános Iskola és Gimnáziumban is. 1988-ban a Moholy-Nagy Művészeti Egyetem tanára lett, ahol két évtizeden át oktatott. 2005-ben az International Academy of Arts Bremen-Vallauris vendégtanárnak hívta.
Pályafutása során több művészeti csoportnak is a tagja lett. 1971-1973-ban részt vevője volt a Balatonboglári Kápolnaműterem tárlatainak. A Szentendrei Régi Művésztelep csoporthoz 1989-ben csatlakozott. A kilencvenes évek első felében (Fajó Jánossal, Saxon-Szász Jánossal és másokkal) részt vett a MADI magyarországi csoportjának munkájában. Az OSAS Nyílt Struktúrák Művészeti Egyesületnek 2008-ban lett a tagja.
Munkásságát számos ösztöndíjjal és kitüntetéssel ismerték el. 1991-ben és 1996-ban a The Pollock-Krasner Foundation ösztöndíjasa volt New Yorkban. 1992-ben DAAD ösztöndíjjal az Atelierhaus Worpswede vendége volt. 1994-ben Münchenben vendégeskedett Villa Waldberta ösztöndíjjal a Feldafing-ban. 1999-ben a Római Magyar Akadémia, 2004-ben pedig Frankfurt am Main város ösztöndíjasa volt. 1994-ben a Magyar Köztársasági Arany Érdemkereszt kitüntetettje, 2002-ben Munkácsy Mihály-díjas lett.
1998-tól mintegy 90 csoportos kiállításon vett részt Magyarországon és külföldön: Movimento Arte Madi, Palazzo Foglia, Ostiglia (Olaszország), North-South, Transcultural Vision, Muzeum Narodowe, Varsó (Lengyelország), The One Dimension, Länsmuseet Västernorrland, Härnösand (Svédország), Millinarium, ACP Viviane Ehrli Galerie, Zürich (Svájc), Madi – Monochrom, Galerie Orion, Párizs (Franciaország), supreMADIsm, Muzej Szovremennovo Iszkusztva, Moszkva (Oroszország), Osas, Magyar Kulturális Központ, Brüsszel (Belgium) stb. Magyarországon többek között 2000-ben Hajdú Lászlóval, 2002-ben Hencze Tamással, 2004-ben Megyik Jánossal állított ki.
Alkotásai közel 30 magyar és külföldi közgyűjteményben találhatók meg, többek között a Nemzeti Galériában, a Kiscelli, a Ludwig és a Mobil MADI Múzeumban, a Vass László Gyűjteményben, valamint a Janus Pannonius és a Ferenczy múzeumokban.
2010-ben érdemes művész lett.

## Egyéni kiállítások
| 2011 | Paksi Képtár, Paks, Magyarország (Hartmut Böhmmel)          |
| 2010 | B55 Galéria, Budapest, Magyarország                         |
| 2009 | Mono Galéria, Budapest, Magyarország (Kecskeméti Sándorral) |
| 2008 | Museum der Wahrnehmung, Graz, Ausztria                      |
| 2007 | Galerie St.Johann, Saarbrücken, Németország                 |
|      | Forum Konkrete Kunst, Erfurt, Németország                   |
| 2006 | Barcsay Múzeum, Szentendre                                  |
|      | Galerie Gudrun Spielvogel, München, Németország             |
| 2005 | art’éria Galéria, Szentendre                                |
|      | Kunstverein Oerlinghausen, Németország                      |
|      | Galerie Birgit Waller, Bremen, Németország                  |
| 2004 | st.art Galéria, Budapest                                    |
|      | International Academy of Arts, Vallauris, Franciaország     |
|      | A.P.A. Galéria, Budapest                                    |
| 2003 | Vadnai Galéria, Budapest                                    |
| 2002 | Ungarische Botschaft, Berlin, Németország                   |
| 2001 | Magyar Kulturális Intézet, Stuttgart, Németország           |
|      | ACP Viviane Ehrli Galerie, Zürich, Svájc                    |
|      | Atelier 49, Vallauris, Franciaország                        |
| 2000 | Fővárosi Képtár / Kiscelli Múzeum, Budapest                 |
|      | art-garage, Zug, Svájc                                      |
|      | Galeria Stara BWA, Lublin, Lengyelország                    |
| 1999 | ACP Viviane Ehrli Galerie, Zürich, Svájc                    |
|      | Forum für Zeitgenösschische Kunst, Worpswede, Németország   |
|      | Rácz Studió Galéria, Budapest                               |
|      | Ungarn 2000, Üblacker Haus, München, Németország            |
| 1998 | Galeria 261, Akademia Sztuk Pieknych, Łódz, Lengyelország   |

## Válogatott bibliográfia
- Hartmut Böhm–Haász István: Mintamondatok / Modell Sätze. Paksi Képtár, Paks, 2011, 72. o. (Szerk.: Haász István, Prosek Zoltán, szerzők: Beke László, Prosek Zoltán)
- Beke László-Haász István: Haász István - festmény, pasztell, objekt, Vince Kiadó, Budapest, 2007. 144. o.
- Bán András: Haász István kiállítása a Helikon Galériában. Művészet, 1983/4.
- Beke László: Katalógus. in: Hungarian Paintinting Today. Műcsarnok-Kunsthalle, Budapest, 1997
- Johan van Dam: Egy modern ikonfestő. Szentendre Város Képek, 2006/1-2.
- Lutz Dietze: Katalógus. Goethe Institut, Budapest, 1994
- Katharina Dobai: Konstruktivismus. Schweiz-Ungarn. Neue Zürcher Zeitung. 2001. VI. 6.
- Fitz Péter: Katalógus. Kiscelli Múzeum, Budapest, 2000
- Frank János: Olaj/Vászon, Élet és Irodalom, 1997. VIII. 22.
- Bożena Kowalska: Katalog. In the circle of the language of geometry. Galeria Studio, Warszawa, 1999
- Kozák Csaba: Haász István a Kiscelliben. Élet és Irodalom, 2000. IX. 8.
- Néray Katalin: Katalog. Geometria Magyar. Galerie Města Plzně, 2004
- Rainer René Müller: Katalog. Fővárosi Képtár, Kiscelli Múzeum, Budapest, 2000
- P. Szűcs Julianna: Jó művek jó helyen. Népszabadság, 2000. IX. 9.
- Sík Csaba: Vass Gyűjtemény. Vince Kiadó, 1998
- Szegő György: Dalok, dómok. Magyar Nemzet, 1988. X. 3.
- Szeifert Judit: Mértanikonok. Élet és Irodalom, 2004. XII. 3.
- Jiři Valoch: Katalog. Nesoustavné poznámky. Galerie Města Plzně, 2004
- Detlef Wolf: Flächen summieren sich zum Bild. Weser Kurier, 1993. IV. 23.

## Külső hivatkozások
- Az OSAS Nyílt Struktúrák Művészeti Egyesület honlapja
- A Nemzetközi Mobil MADI Múzeum honlapja